# مسابقات کلاس جهانی زوریخ

لوگو

مسابقات کلاس جهانی زوریخ یک رویداد سالانه و دعوت‌نامه‌ای در سطح جهانی در رشته دو و میدانی است که در منطقه لتزیگروند در زوریخ، سوئیس برگزار می‌شود و معمولاً در پایان مرداد یا اوایل شهریور برگزار می‌گردد. این رویداد که پیش‌تر بخشی از مسابقات لیگ طلایی بود، اکنون به عنوان مرحله نهایی لیگ الماس برگزار می‌شود و در کنار مسابقات یادبود «ون دام» از سال‌های ۲۰۱۰ تا ۲۰۱۹ به این صورت اجرا می‌شود. در سال‌های ۲۰۲۱ و ۲۰۲۲، مسابقات کلاس جهانی زوریخ به عنوان تنها مرحله نهایی لیگ الماس برگزار شد و برنامه‌ریزی شده است که در سال‌های ۲۰۲۵ و ۲۰۲۷ نیز همین روند ادامه یابد.
این رویداد یکی از اولین مسابقات بین‌المللی بزرگ در ورزش‌های دو و میدانی (غیر از المپیک تابستانی) است و گاهی به آن المپیک یک روزه نیز گفته می‌شود. نخستین دوره مسابقات کلاس جهانی زوریخ در ۱۲ اوت ۱۹۲۸ برگزار شد. در ابتدای کار، این مسابقه توسط عموم به نام «مسابقات یادبود نورمی» شهرت یافت، که به یاد پااوو نورمی، شرکت‌کننده مورد احترام و ستایش شده در آن زمان بود. در ۲۱ ژوئن ۱۹۶۰، آرمین هری در پیست لتزیگروند به اولین انسانی تبدیل شد که ۱۰۰ متر را در ۱۰٫۰ ثانیه دوید.
از سال ۱۹۸۱، یوبی‌اس به عنوان حامی اصلی مسابقات کلاس جهانی زوریخ شناخته می‌شود. امروزه چندین حامی دیگر نیز برای این مسابقات وجود دارند.

## تاریخ
این رویداد در سال ۱۹۲۴ توسط بخش ورزشی باشگاه‌های زوریخ طراحی شد که در سال ۱۹۳۴ به مسابقات باشگاه لتزیگروند زوریخ تغییر نام داد. نخستین دوره این رویداد در تاریخ ۱۲ اوت ۱۹۲۸، در پیست خاکی لتزیگروند و تحت نام دیدار بین‌المللی لتزیگروند زوریخ برگزار شد.
از سال ۱۹۳۵، این رویداد به نام «امریکن میتینگ» نیز شناخته شد. مشابه مسابقات بیسلت این روند تا دهه ۱۹۵۰ ادامه داشت.
پس از برگزاری مسابقات در سال ۱۹۵۲، وقفه‌ای قابل توجه در برگزاری مسابقات پیش آمد تا زمانی که استادیوم بازسازی‌شده لتزیگروند در سال ۱۹۵۸ افتتاح شد. اگرچه برگزاری مسابقات جایگزین در اوت ۱۹۵۴ همچنان در برنامه بود.
نام مسابقات کلاس جهانی زوریخ در سال ۱۹۵۹ به این رویداد داده شد. و این رویداد از سال ۱۹۷۳ به‌طور منظم و سالانه برگزار شد.
در سال ۲۰۲۰، همه‌گیری کرونا مانع از برگزاری مسابقات کلاس جهانی زوریخ شد و به جای آن، رویدادی به نام اینسپار گیمز برگزار شد.

## پیست‌ها
اولین سطح پیست در سال ۱۹۲۸ از خاک ساخته شد و اولین سطح پیست مصنوعی در اروپا در سال ۱۹۶۸ نصب گردید.
در اوایل دهه ۱۹۷۰، تعداد مسیرها به هشت افزایش یافت. این تغییر موجب شد که برگزاری مسابقات کلاس جهانی زوریخ برای مدت دو سال به تأخیر بیفتد تا ساخت‌وسازهای لازم انجام شود.
سطح فعلی پیست در استادیوم لتزیگروند در سال ۲۰۱۴ توسط شرکت سوئیسی کونسیا ساخته شده است. این سطح جدید در ژوئن ۲۰۱۴ با هزینه‌ای معادل ۸۰۰٬۰۰۰ فرانک سوئیس نصب شد و هزینه آن توسط شهرداری زوریخ که مالک استادیوم لتزیگروند است، پرداخت گردید. استادیوم لتزیگروند با نصب اولین سطح مصنوعی در اروپا در ۱۹۶۸ و ارتقاء به سطح جدید در ۲۰۱۴، پیستی مدرن و مناسب برای مسابقات جهانی فراهم کرده است.